# قرار مجلس الأمن التابع للأمم المتحدة رقم 340
قرار مجلس الأمن الدولي رقم 340، أصدر في 25 أكتوبر 1973، بعد اندلاع حرب أكتوبر. بعد الإخفاق في تنفيذ قراري مجلس الأمن رقم 338 و339، طالب المجلس بوقف فوري وكامل لإطلاق النار وطالب جميع الأطراف بالعودة إلى المواقع التي كانت عليها يوم 22 أكتوبر، 1973.